# Comté d'Écosse
Les comtés d'Écosse (en anglais counties of Scotland, en gaélique écossais Siorrachdan na h-Alba) étaient jusqu'en 1975 des subdivisions locales du gouvernement. Les actuelles circonscriptions des Lord-lieutenants et comtés de recensement (registration counties) sont largement basés sur ceux-ci.
Les comtés d'Écosse voient leurs origines remonter aux mormaerdoms, stewartries et sheriffdoms du Haut Moyen Âge. Beaucoup de ces entités, malgré le fait qu'elles ont souvent donné le nom des futurs comtés, représentent soit de plus grands soit de plus petits territoires. Le Mormaerdom de Moray en est un bon exemple : il comportait des parties du comté de Moray, du Nairnshire, du Banffshire et du Inverness-shire.
Les comtés sont devenus la base du gouvernement local de l'Écosse lorsque 34 conseils de comtés furent créés en Écosse par la Local Government (Scotland) Act 1889. Par la Local Government (Scotland) Act 1973, les autorités des comtés furent abolies et remplacées par les régions, les districts et les conseils insulaires (island council areas). Les régions de lieutenance d'Écosse, d'une superficie à peu près équivalente aux comtés furent créées au même moment. Le gouvernement local fut encore réorganisé par la Local Government etc. (Scotland) Act 1994 pour créer les actuelles council areas.
Bien que les comtés ne remplissent aujourd'hui plus aucune fonction administrative, la plupart de leurs frontières restent utilisées par le Scottish Land Register comme unité de décompte du recensement : les registration counties. Les seules différences résident dans le fait que Glasgow et Lanarkshire forment deux comtés différents et dans le fait que les Orcades et les Shetland n'en forment qu'un. De plus, les frontières des comtés furent utilisées pour délimiter les comtés postaux servant à la Royal Mail jusqu'en 1996.
Certains noms, comme Aberdeenshire, ont été rétablis pour nommer des council areas après 1996. D'autres sont utilisés pour les régions de lieutenance d'Écosse ou pour les subdivisions des council areas actuels.

## Comtés jusqu'en 1890
| Comtés d'Écosse jusqu'en 1890 | |  |
| 1. Caithness 2. Sutherland 3. Ross-shire 4. Cromartyshire 5. Inverness-shire 6. Nairnshire 7. Morayshire 8. Banffshire 9. Aberdeenshire 10. Kincardineshire 11. Angus 12. Perthshire 13. Argyll 14. Bute 15. Ayrshire 16. Renfrewshire 17. Dunbartonshire 18. Stirlingshire | 1. Clackmannanshire 2. Kinross-shire 3. Fife 4. West Lothian 5. Midlothian 6. East Lothian 7. Berwickshire 8. Roxburghshire 9. Dumfriesshire 10. Kirkcudbrightshire 11. Wigtownshire 12. Lanarkshire 13. Selkirkshire 14. Peeblesshire Non représentés: Shetland Orcades |  |

On peut remarquer sur carte un nombre important d'enclaves éloignées du comté auquel elles sont rattachées. Les frontières du Cromartyshire, un exemple très fragmenté, n'ont été définitive qu'en 1685, bien qu'à cette époque-là le mot county (comté) ne soit pas appliqué aux sheriffdoms.
Le processus qui a fait que le patchwork des anciens mormaerdoms, sheriffdoms et stewarties est devenu un ensemble de comtés peut être relié à l'expansion puis à la concentration des sheriffdoms. Les plus anciens comtés traditionnels sont probablement ceux du sud-est comme le Haddingshire ou le Berwickshire dont les territoires ont été largement établis pendant le haut Moyen Âge. Pour certains des comtés du Nord, le processus continua durant le bas Moyen Âge et après. En Angleterre, le terme shire comme dans Northamptonshire, le comté associé à la ville de Northampton, est considéré comme un synonyme de county. Mais cela n'est pas vrai en Écosse. Beaucoup de petits comtés, dont le Clackmannanshire et le Kinross-shire sont les seuls survivants, ont perduré jusqu'aux temps modernes. Les exemples sont légion. En descendant la rivière Forth par sa rive nord depuis le Clackmannanshire, on traverse les comtés (shire) de Culross, Dunfermline, Kinghorn et Crail qui font tous partie du même comté : celui de Fife, dit traditionnel.
Sous le règne de Jacques IV d'Écosse, les sheriffdoms sélectionnaient des commissionnaires (députés) pour le Parlement écossais, formant la base des « collèges électoraux des landward », qui avaient une existence propre, distincts des circonscriptions des burghs, jusqu'au Representation of the People Act 1918. Avant l'Acte d'Union (1707), les commissionnaires pouvaient représenter plusieurs comtés ou parfois seulement une partie. Après l'Union à l'Angleterre, huit comtés furent apparariés, élisant un représentant à tour de rôle à la Unreformed House of Commons (nom donné à la Chambre des Communes avant le Reform Act de 1832). Certains sheriffdoms comme ceux de Ross et de Cromartyshire fusionnèrent au XVIIIe siècle. En conséquence du Reform Act de 1832, ce système de comté par paire pris fin. L'Elginshire et le Nairnshire fusionnèrent en une seule circonscription électorale de même que le Clackmannanshire et le Kinross-shire. Le Bute et le Caithness qui avait été appariés, furent, eux, séparés en deux circonscriptions distinctes.
Les Orcades (Orkney) et le Zetland (Shetland) furent généralement considérés comme ne formant qu'un seul comté avec Orkney décrit comme un Earldom (de Earl, comte anglo-saxon) et Zetland décrit comme une seigneurie. Ces îles formaient une seule circonscription à la Chambre des communes comme elles l'étaient dans le Parlement écossais et étaient comptés ensemble dans les recensements.
Au XVIIe siècle les comtés commencèrent à servir pour l'administration locale. En 1667, des Commissioners of Supply furent nommés dans chaque shire ou county pour collecter l'impôt sur la terre ou cens. Ces commissionnaires assurèrent d'autres fonctions dans le comté. En 1794, des Lords-Lieutenants furent nommés dans chaque comté et en 1797, des régiments pour former la milice du comté furent levés. En 1858, des forces de police ont été établies dans chaque comté d'après le Police (Scotland) Act de 1857. Pourtant les burghs furent largement en dehors de la juridiction des autorités du comté.
Kirkcudbrightshire est généralement appelé la Stewartry of Kirkcudbright, ou juste the Stewartry (chancellerie).

## Comtés de 1890 à 1975
Le Local Government (Scotland) Act 1889 a établi en Écosse des county councils. À la différence de l'Angleterre et du Pays de Galles où la loi équivalente a créé de nouvelles entités appelées administrative counties (comtés administratifs), la loi en Écosse donne aux comtés existants les attributs des gouvernements locaux, faisant fusionner les comtés de Ross et de Cromarty, et met en place une commission des frontières pour de futurs changements si nécessaire. En règle générale, les enclaves furent supprimées. La seule restante digne d'être signalée est celle d'une partie de Dunbartonshire qui se situe entre Stirlingshire et Lanarkshire.
Après la loi de 1889, le Elginshire fut renommé officiellement Morayshire ou comté de Moray. Au début du XXe siècle, le conseil du comté de Dumbarton adopta le nom Dunbartonshire au lieu de Dumbartonshire et cela devint le nom officiel du comté.
Ces gouvernements locaux n'incluaient pas les counties of the cities (les comtés des villes) en Écosse. À l'origine, seule la ville et le burgh royal d'Édimbourg avait ce statut, mais Glasgow, Dundee et Aberdeen l'ont acquis respectivement en 1893, 1894 et 1900. Chacun de ces counties of cities furent élargis en différentes occasions aux dépens des comtés environnants. Ceux-ci ne sont pas indiqués sur la carte comme des entités distinctes.
En 1921 le comté de la ville d'Édimbourg fut élargi par le City of Edinburgh Extension Act 1920. Les trois comtés contigus à la cité ont été renommés comme suit :
- le comté d'Édimbourg devint Midlothian,
- le comté de Haddington devint East Lothian,
- le comté de Linlithgow devint West Lothian.

En 1928 Forfarshire fut renommé Angus.
En 1930, les county councils furent reconstitués, dont deux conseils joints, l'un pour le Perthshire et le Kinross-shire et l'autre pour le Morayshire et le Nairnshire, par le Local Government (Scotland) Act 1929.
Le Local Government (Scotland) Act 1947 créa de nouvelles aires administratives nommées counties, counties of cities, large burghs et small burghs. Bien que ceux-ci aient été établis par de précédentes législations, cette loi lista les différents comtés et autres divisions pour la première fois.
| Comtés d'Écosse depuis 1890 | |  |
| 1. Caithness 2. Sutherland 3. Ross and Cromarty 4. Inverness-shire 5. Nairnshire 6. County of Moray 7. Banffshire 8. Aberdeenshire 9. Kincardineshire 10. Angus (Forfarshire jusqu'à 1928) 11. Perthshire 12. Argyll 13. Bute 14. Ayrshire 15. Renfrewshire 16. Dunbartonshire 17. Stirlingshire | 1. Clackmannanshire 2. Kinross-shire 3. Fife 4. East Lothian (Haddingtonshire jusqu'en 1921) 5. Midlothian (County of Edinburgh jusqu'en 1921) 6. West Lothian (Linlithgowshire jusqu'en 1921) 7. Lanarkshire 8. Peeblesshire 9. Selkirkshire 10. Berwickshire 11. Roxburghshire 12. Dumfriesshire 13. Kirkcudbrightshire 14. Wigtownshire Non représentés : Shetland (Shetland) Orcades (Orkney) |  |

En 1963, le gouvernement publia un white paper (sorte de décret) qui proposait une réduction du nombre de comtés de 33 à un nombre entre 10 et 15. Une consultation entre les county councils et les autorités du Scottish Office (en) (cabinet du gouvernement) a alors débuté pour effectuer les amalgames. À la suite d'un changement de gouvernement, il a été annoncé en 1965 qu'un examen « plus compréhensif et autoritaire » des subdivisons locales serait entrepris. Ainsi, une commission royal sur le gouvernement local en Écosse, dirigée par Lord Wheatley a été créé en 1966. Le rapport de la commission en 1969 a recommandé le remplacement des comtés par de plus grandes régions. Un autre changement de gouvernement en 1970 a été suivi de la publication d'un nouveau white paper in 1971 appliquant une version modifiée de la réforme de la commission. L'abolition des comtés fut effective à l'entrée en vigueur de la Local Government (Scotland) Act 1973. Depuis le 16 mai 1975, les comtés ne jouent plus aucun rôle dans l'organisation du gouvernement local.

## County constituencies
L'Écosse possède toujours les county constituencies (circonscriptions électorales correspondant aux comtés) du Parlement du Royaume-Uni (Westminster), et le même terme est utilisé comme référence pour les circonscriptions électorales du Parlement écossais (Holyrood)) créé en 1999.
Historiquement les county constitencies représentaient des comtés spécifiques (sans compter les burghs à l'intérieur des comtés). Pourtant aujourd'hui le terme county dans l'expression county constituency signifie « à majorité rural ». De même, les burgh constitencies sont des circonscriptions à dominante urbaine.